# Beata Raszka
Beata Maria Raszka – polska specjalistka w zakresie kształtowania krajobrazu, ochrony przyrody i środowiska, planowania przestrzennego, dr biologii, dr hab. nauk rolniczych, profesor. Pracuje w Instytucie Gospodarki Przestrzennej i prodziekan Wydziału Inżynierii Kształtowania Środowiska i Geodezji Uniwersytetu Przyrodniczego we Wrocławiu.

## Życiorys
24 stycznia 1997 obroniła pracę doktorską Wpływ imisji przemysłowych na drzewostany siedlisk borowych WPN ze wskazaniem ekologicznych zasad minimalizacji ich skutków, 14 grudnia 2004 habilitowała się na podstawie pracy zatytułowanej Poznański Przełom Warty w planowaniu systemów ekologicznych. 16 czerwca 2015 nadano jej tytuł profesora w zakresie nauk rolniczych. Objęła funkcję profesora w Katedrze Geografii Turyzmu na Wydziale Turystyki i Rekreacji Akademii Wychowania Fizycznego im. Eugeniusza Piaseckiego w Poznaniu. Obecnie pracuje w Instytucie Gospodarki Przestrzennej na Wydziale Inżynierii Kształtowania Środowiska i Geodezji Uniwersytetu Przyrodniczego we Wrocławiu, gdzie trzecią kadencję jest prodziekanem.  